# Maria Tedeschi
Maria Tedeschi (21 marzo 1904 – 29 gennaio 1995) è stata un'attrice italiana, caratterista attiva principalmente come generica in oltre 250 film dagli anni trenta fino al 1991.

## Filmografia parziale

Maria Tedeschi in un fotogramma del film Indagine su un delitto perfetto (1978)

Maria Tedeschi nel film Pierino medico della S.A.U.B. (1981)

### Cinema
- Tempo massimo, regia di Mario Mattoli (1934)
- Il signor Max, regia di Mario Camerini (1937)
- Il bandito, regia di Alberto Lattuada (1946)
- L'ebreo errante, regia di Goffredo Alessandrini (1948)
- La città si difende, regia di Pietro Germi (1951)
- Anna, regia di Alberto Lattuada (1951)
- Cento anni d'amore, regia di Lionello De Felice (1954)
- La ragazza di Via Veneto, regia di Marino Girolami (1955)
- Lo scapolo, regia di Antonio Pietrangeli (1955)
- I baccanali di Tiberio, regia di Giorgio Simonelli (1960)
- La cuccagna, regia di Luciano Salce (1962)
- I motorizzati, regia di Camillo Mastrocinque (1962)
- Totò diabolicus, regia di Steno (1962)
- Le tentazioni del dottor Antonio, episodio di Boccaccio '70, regia di Federico Fellini (1962)
- 5 marines per 100 ragazze, regia di Mario Mattoli (1962)
- 8½, regia di Federico Fellini (1963)
- Il boom, regia di Vittorio De Sica (1963)
- La mia signora, regia di Luigi Comencini, Mauro Bolognini e Tinto Brass (1964)[3]
- Il disco volante, regia di Tinto Brass (1964)
- Giulietta degli spiriti, regia di Federico Fellini (1965)[4]
- Sette uomini d'oro, regia di Marco Vicario (1965)
- Per mille dollari al giorno, regia di Silvio Amadio (1966)
- Le fate, regia di Antonio Pietrangeli (1966)
- Fumo di Londra, regia di Alberto Sordi (1966)
- Scusi, lei è favorevole o contrario?, regia di Alberto Sordi (1966)
- Adulterio all'italiana, regia di Pasquale Festa Campanile (1966)
- Operazione San Gennaro, regia di Dino Risi (1966)
- Io, io, io... e gli altri, regia di Alessandro Blasetti (1966)
- 28 minuti per 3 milioni di dollari, regia di Maurizio Pradeaux (1967)
- Operazione San Pietro, regia di Lucio Fulci (1967)
- Donne, botte e bersaglieri, regia di Ruggero Deodato (1968)
- Il medico della mutua, regia di Luigi Zampa (1968)
- A suon di lupara, regia di Luigi Petrini (1968)
- Stuntman, regia di Marcello Baldi (1968)
- Brutti di notte, regia di Giovanni Grimaldi (1968)
- Tenderly, regia di Franco Brusati (1968)
- Fenomenal e il tesoro di Tutankamen, regia di Ruggero Deodato (1968)
- Il profeta, regia di Dino Risi (1968)
- Straziami ma di baci saziami, regia di Dino Risi (1968)
- Fellini Satyricon, regia di Federico Fellini (1969)
- La monaca di Monza, regia di Eriprando Visconti (1969)
- Il prof. dott. Guido Tersilli primario della clinica Villa Celeste convenzionata con le mutue, regia di Luciano Salce (1969)
- L'uccello dalle piume di cristallo, regia di Dario Argento (1970)
- Terzo Canale - Avventura a Montecarlo, regia di Giulio Paradisi (1970)
- Bello, onesto, emigrato Australia sposerebbe compaesana illibata, regia di Luigi Zampa (1971)
- L'occhio del ragno, regia di Roberto Bianchi Montero (1971)
- La prima notte di quiete, regia di Valerio Zurlini (1972)
- Lo scopone scientifico, regia di Luigi Comencini (1972)
- Sette orchidee macchiate di rosso, regia di Umberto Lenzi (1972)
- Il vero e il falso, regia di Eriprando Visconti (1972)
- Lo chiameremo Andrea, regia di Vittorio De Sica (1972)
- Poppea... una prostituta al servizio dell'impero, regia di Alfonso Brescia (1972)
- Storia di fifa e di coltello - Er seguito d'er più, regia di Mario Amendola (1972)
- Perché quelle strane gocce di sangue sul corpo di Jennifer?, regia di Giuliano Carnimeo (1972)
- Incensurato provata disonestà carriera assicurata cercasi, regia di Marcello Baldi (1972)
- Come fu che Masuccio Salernitano, fuggendo con le brache in mano, riuscì a conservarlo sano, regia di Silvio Amadio (1973)
- Anastasia mio fratello, regia di Steno (1973)
- Giovannona Coscialunga disonorata con onore, regia di Sergio Martino (1973)
- Amarcord, regia di Federico Fellini (1973)
- L'emigrante, regia di Pasquale Festa Campanile (1973)
- Le monache di Sant'Arcangelo, regia di Domenico Paolella (1973)
- Vogliamo i colonnelli, regia di Mario Monicelli (1973)
- I figli di Zanna Bianca, regia di Maurizio Pradeaux (1974)
- Il lumacone, regia di Paolo Cavara (1974)
- Permettete signora che ami vostra figlia?, regia di Gian Luigi Polidoro (1974)
- Il Saprofita, regia di Sergio Nasca (1974)
- Noi non siamo angeli, regia di Gianfranco Parolini (1975)
- La polizia interviene: ordine di uccidere!, regia di Giuseppe Rosati (1975)
- Due cuori, una cappella, regia di Maurizio Lucidi (1975)
- Di che segno sei?, regia di Sergio Corbucci (1975)
- Prima notte di nozze, regia di Corrado Prisco (1976)
- ...e tanta paura, regia di Paolo Cavara (1976)
- Bestialità, regia di Peter Skerl (1976)
- Voto di castità, regia di Joe D'Amato (1976)
- I prosseneti, regia di Brunello Rondi (1976)
- Spogliamoci così, senza pudor..., regia di Sergio Martino (1976)
- Quelle strane occasioni, regia di Luigi Comencini (1976)
- Ah sì?... E io lo dico a Zzzorro!, regia di Franco Lo Cascio (1976)
- Vinella e Don Pezzotta, regia di Mino Guerrini (1976)
- Signore e signori, buonanotte, registi vari (1976)
- Bruciati da cocente passione, regia di Giorgio Capitani (1976)
- Dimmi che fai tutto per me, regia di Pasquale Festa Campanile (1976)
- Nina, regia di Vincente Minnelli (1976)
- Italia: ultimo atto?, regia di Massimo Pirri (1977)
- Il... Belpaese, regia di Luciano Salce (1977)
- Maschio latino... cercasi, regia di Giovanni Narzisi (1977)
- Melodrammore, regia di Maurizio Costanzo (1977)
- Ecco noi per esempio..., regia di Sergio Corbucci (1977)
- Scherzi da prete, regia di Pier Francesco Pingitore (1978)
- Travolto dagli affetti familiari, regia di Mauro Severino (1978)
- Io tigro, tu tigri, egli tigra, regia di Giorgio Capitani (1978)
- L'ingorgo, regia di Luigi Comencini (1978)
- Tutto suo padre, regia di Maurizio Lucidi (1978)
- Rock and roll, regia di Vittorio De Sisti (1978)
- Indagine su un delitto perfetto, regia di Giuseppe Rosati (1978)
- Giallo napoletano, regia di Sergio Corbucci (1978)
- Giallo a Venezia, regia di Mario Landi (1979)
- La patata bollente, regia di Steno (1979)
- Riavanti... Marsch!, regia di Luciano Salce (1979)
- Maschio, femmina, fiore, frutto, regia di Ruggero Miti (1979)
- L'insegnante balla... con tutta la classe, regia di Giuliano Carnimeo (1979)
- Prova d'orchestra, regia di Federico Fellini (1979)
- Sbamm!, regia di Franco Abussi (1980)
- Zucchero, miele e peperoncino, regia di Sergio Martino (1980)
- La città delle donne, regia di Federico Fellini (1980)
- Arrivano i gatti, regia di Carlo Vanzina (1980)
- Sono fotogenico, regia di Dino Risi (1980)
- Bianco, rosso e Verdone, regia di Carlo Verdone (1981)
- Miracoloni, regia di Francesco Massaro (1981)
- Pierino medico della SAUB, regia di Giuliano Carnimeo (1981)
- Teste di quoio, regia di Giorgio Capitani (1981)
- Buona come il pane, regia di Riccardo Sesani (1981)
- La salamandra, regia di Peter Zinner (1981)
- Borotalco, regia di Carlo Verdone (1982)
- Vieni avanti cretino, regia di Luciano Salce (1982)
- Sesso e volentieri, regia di Dino Risi (1982)
- In viaggio con papà, regia di Alberto Sordi (1982)
- Il paramedico, regia di Sergio Nasca (1982)
- Testa o croce, regia di Nanni Loy (1982)
- "FF.SS." - Cioè: "...che mi hai portato a fare sopra a Posillipo se non mi vuoi più bene?", regia di Renzo Arbore (1983)
- Tutti dentro, regia di Alberto Sordi (1984)
- I due carabinieri, regia di Carlo Verdone (1984)
- Bertoldo, Bertoldino e Cacasenno, regia di Mario Monicelli (1984)
- Il nome della rosa, regia di Jean-Jacques Annaud (1986)
- Ginger e Fred, regia di Federico Fellini (1986)
- Diavolo in corpo, regia di Marco Bellocchio (1986)
- Oci ciornie, regia di Nikita Sergeevič Michalkov (1987)
- La maschera, regia di Fiorella Infascelli (1988)
- Goldjunge, regia di Sven Severin (1988)
- Francesco, regia di Liliana Cavani (1989)
- Vacanze di Natale '90, regia di Enrico Oldoini (1990)
- Stasera a casa di Alice, regia di Carlo Verdone (1990)

### Televisione
- La vita di Leonardo Da Vinci, regia di Renato Castellani – serie TV (1971)
- Orlando furioso, regia di Luca Ronconi – miniserie TV,1 episodio (1974)[5]
- La porta sul buio, regia di Dario Argento – serie TV, episodio Il tram (1973)
- Circuito chiuso, regia di Giuliano Montaldo – film TV (1978)
- Padre part-time, regia di Massimo Antonelli – film TV[6] (1984)